# Ornavasso
Ornavasso je italská obec v provincii Verbano-Cusio-Ossola v oblasti Piemont.
K 31. prosinci 2011 zde žilo 3 448 obyvatel.

## Sousední obce
Anzola d'Ossola, Gravellona Toce, Mergozzo, Premosello-Chiovenda